# Фонтекорнијале (Пезаро и Урбино)
Фонтекорнијале је насеље у Италији у округу Пезаро и Урбино, региону Марке.
Према процени из 2011. у насељу је живело 26 становника. Насеље се налази на надморској висини од 458 м.